# Hackney
Hackney es un municipio londinense (The London Borough of Hackney) en el nordeste de Londres. A diferencia de otros municipios ingleses, su ayuntamiento es dirigido por un alcalde elegido mediante sufragio directo.
Hackney limita con Islington al oeste, Haringey al norte, Waltham Forest al nordeste, Tower Hamlets al sudeste y la City de Londres al sudoeste. Gran parte de Hackney mantiene su carácter de ciudad interior y en lugares como Dalston grandes casas de protección oficial se codean con comunidades privadas. En South Hackney, cerca de Victoria Park, hay hileras de casas victorianas y eduardianas.
El corazón histórico y administrativo de Hackney es la zona que aproximadamente se extiende al norte de Mare Street y rodea la Iglesia de St John-at-Hackney; conocido como Hackney Central. Al norte del municipio están Upper Clapton y Lower Clapton, Stamford Hill y Stoke Newington. Al este se encuentra un amplio espacio abierto, Hackney Marshes y los distritos de Hackney Wick y Homerton. Las industrias ligeras en torno al río Lea emplean a más de tres mil personas y parte fue también utilizado para los Juegos Olímpicos de 2012.
Hay mil trescientos edificios protegidos en Hackney, incluyendo el ícónico Hackney Empire (Grado II*), Tudor Sutton House, y el medieval (Grado I) torre de San Agustín. El municipio contiene 25 áreas de conservación, incluyendo Clapton Square, y espacios verdes, como Clapton Common y Clissold Park. Las áreas de conservación también protegen grandes zonas de casas georgianas y victorianas, y zonas de patrimonio industrial.

## Historia

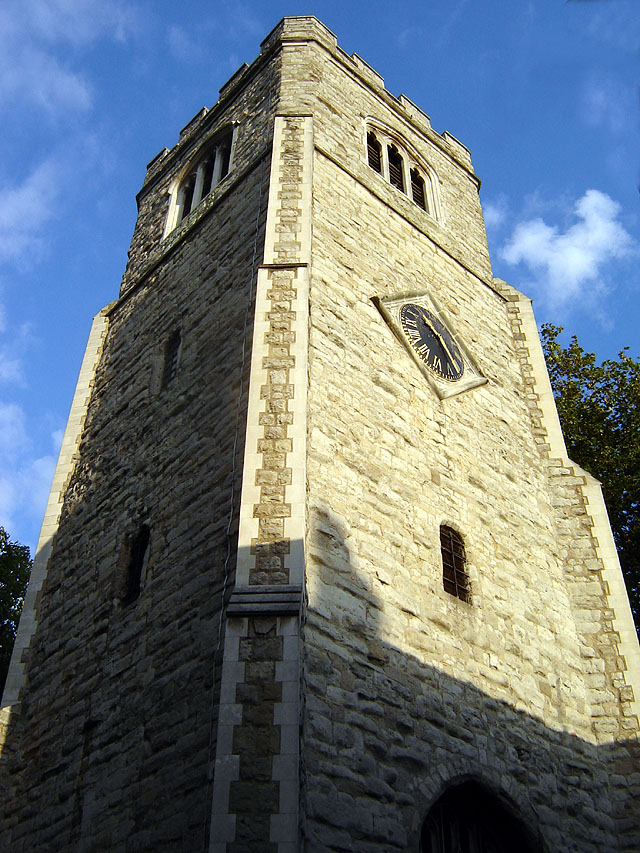
Torre de San Agustín. Una propiedad antigua de los Caballeros de San Juan que se remonta al siglo XIII, la Torre de San Agustín es el edificio más antiguo de Hackney. La torre es todo lo que queda de la iglesia parroquial medieval, que fue demolida en 1798 (septiembre de 2005)

El municipio se formó en 1965 con la superficie de los anteriores municipios metropolitanos de Hackney, Shoreditch y Stoke Newington. 
La calzada romana llamada Ermine Street, forma el borde occidental del municipio. La mayor parte del resto de la tierra estaba cubierta por bosques de avellanos y robles, con pantanos cerca de los ríos y corrientes que cruzaban la zona. Hackney era territorio de la tribu de los catuvelaunos. El límite oriental del municipio está marcado por el río Lea. Este era un antiguo límite entre las tribus prerromanas, y en la época de la Britania romana, se notaba la marea hasta Hackney Wick y siguió siendo un límite entre los condados históricos de Middlesex y Essex.

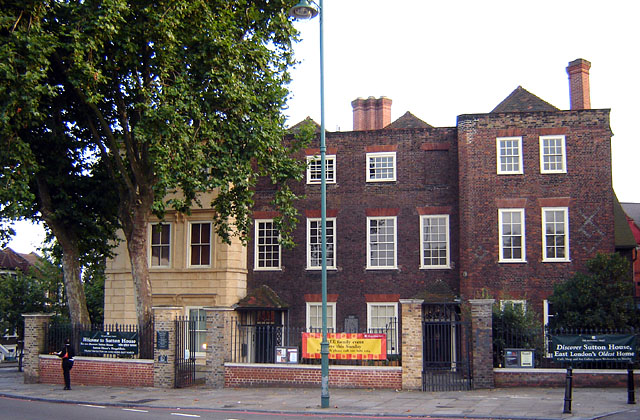
Sutton House se construyó en 1535

En la época Tudor la Corona se apropió de las tierras de las órdenes religiosas y puestas a la venta. Así Hackney se convirtió en zona de retiro para los nobles alrededor de Hackney Central y Homerton, incluyendo el Palacio de Enrique VIII junto a la rotonda del puente sobre el Lea, donde se alza hoy en día el BSix Sixth Form College. Sutton House, en Homerton High Street, es la vivienda más antigua de Hackney, originalmente construida como Bryck Place para Sir Ralph Sadleir, un diplomático, en 1535. El pueblo de Hackney floreció en el período que va desde los Tudor a finales de la era Georgiana, como un lugar de retiro rural. El primer "hackney coach" documentado —antepasado del más genérico "hackney carriage"— operó en Londres en 1621. La opinión actual es que el nombre "hackney," para referirse a un taxi londinense, deriva del nombre del pueblo.   (Hackney, a lo largo de su fama histórica por sus caballos y carruajes tirados por caballos, es también la raíz de la palabra española jaca, un término usado para pequeños caballos de cría, y del caballo sardo "achetta"). La reputación rural de Hackney llegó a su fin con la construcción del ferrocarril en los años 1850.

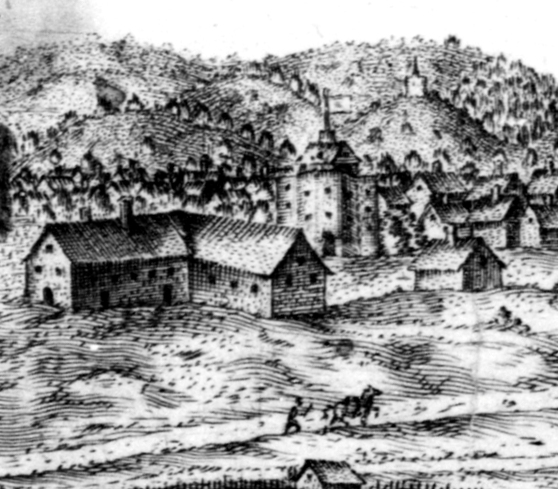
Curtain Theatre en una lámina h. 1600. Nota: algunos estudiosos creen que esta es la representación de The Theatre – el otro teatro isabelino en Shoreditch.

Los primeros teatros Tudor de Londres se construyeron en Shoreditch y el complot de la pólvora se puso de manifiesto por vez primera también cerca de Hoxton.
Notables residentes en la zona en los siglos que van del XVII al XIX fueron Robert Aske, William Cecil, Samuel Courtauld, Samuel Hoare, Joseph Priestley y Thomas Sutton.
Muchas grandes casas se alzaron en Stoke Newington y Stamford Hill, siendo esta última un refugio para muchos residentes judíos ortodoxos desde los años 1930. Alfred Hitchcock hizo muchas de sus primeras películas en Hoxton en los Estudios Gainsborough de Poole Street.
Después de la industrialización, el amplio desarrollo posterior a la guerra y la inmigración, muchas hileras de casas georgianas y victorianas se gentrificaron, los almacenes se reconvirtieron y se construyeron nuevos apartamentos.

## Distritos
Los distritos de Hackney son los siguientes:
- Bethnal Green (también en el municipio de Tower Hamlets)
- Dalston
- De Beauvoir Town
- Finsbury Park
- Hackney Central
- Hackney Downs
- Hackney Marshes
- Hackney Wick
- Haggerston
- Homerton
- Hoxton
- Kingsland
- Lea Bridge
- London Fields
- Lower Clapton
- Manor House
- Newington Green
- Shacklewell
- Shoreditch
- South Hackney
- Stamford Hill
- Stoke Newington
- Upper Clapton

## Municipio de contrastes
El municipio es conocido por ser uno de los distritos más pobres y afectados por el crimen de Londres. A pesar de dicha percepción es un lugar de contrastes considerables. La punta suroeste del municipio es adyacente al centro de Londres (The City) y cercano a la urbanización de Broadgate. En esta parte se han instalado algunas oficinas dentro de los límites del municipio.
También en el suroeste se encuentran Hoxton y Shoreditch, piezas clave de la escena artística de Londres y hogar de numerosos clubs, locales de strip-tease como Brown´s, bares, tiendas y restaurantes, muchos de los cuales se concentran en Hoxton Square. En Hackney también se encuentran las influyentes galerías de arte White Cube y Victoria Miro Gallery
El desarrollo de Shoreditch y Hoxton provocó el aumento del precio del suelo en el área, de tal forma que los promotores inmobiliarios buscaron otras partes del municipio para su desarrollo. La mayor parte de Hackney es de carácter urbano y en lugares como Dalston se hallan grandes urbanizaciones junto a otras urbanizaciones privadas. Existen 1300 inmuebles censados en Hackney, de los cuales, el más antiguo es Sutton House, que data del siglo XVI.

## Personas destacadas
- Grace Aguilar (1816-1847), escritora, novelista e historiadora judía sefardí.
- Harold Pinter (1930-2008), Premio Nobel de Literatura en 2005.
- Marc Bolan (1947-1977), cantante de glam rock, líder del grupo T. Rex.
- Nicko McBrain (1952-), baterista de Iron Maiden.
- Phil Collen (1957-), guitarrista.
- Adrian Smith (1957-), guitarrista de Iron Maiden.
- Kim Appleby (1961-), cantautora y actriz; con su hermana Melanie (1966-1990) formó el dúo Mel and Kim.
- Melanie Appleby (1966-1990), cantante; con su hermana Kim (1961-) formó el dúo Mel and Kim.
- Idris Elba (1972-), actor conocido por su reciente personificación de Heimdall en la película Thor (2011).
- Ray Clarke, futbolista del Tottenham.
- Ade Akinbiyi (1974-), futbolista de la selección nigeriana.
- Lily Loveless (1990-), actriz.
- Paloma Faith (1981-), actriz y cantante.
- Daniel Sharman (1986-), actor